# Ludovic Napoléon, Prinț Imperial
Acest articol se referă la fiul lui Napoleon al III-lea. Pentru fiul vitreg al lui Napoleon I, vezi Eugène de Beauharnais
Napoléon, Prinț Imperial (Napoléon Eugène Louis Jean Joseph; 16 martie 1856 – 1 iunie 1879), Prinț Imperial, Fils de France, a fost singurul copil al împăratului Napoleon al III-lea al Franței și a soției acestuia, Eugénie de Montijo. Numit Louis de părinții săi, el a semnat Napoléon după decesul tatălui său, la 9 ianuarie 1873, în loc de Louis-Napoléon așa cum se semna tatăl său. Uneori a fost numit Napoleon al IV-lea.
1. ↑  Autoritatea BnF, accesat în 10 octombrie 2015